# 12 могил Ходжи Насреддіна
«12 могил Ходжи Насреддина» — радянська кінокомедія про пригоди відомого східного персонажа Ходжи Насреддіна в XX столітті. Це четвертий фільм про Насреддина. Знятий в 1966 році на кіностудії «Таджикфільм». Головну роль, роль самого Ходжи Насреддина грає заслужений артист Азербайджанської РСР Башир Сафар-огли.

## Сюжет
Відомий східний фольклорний персонаж і герой анекдотів Ходжа Насреддін залишає минулі століття і приїжджає на своєму віслюку в XX століття — Радянський Таджикистан. У столиці республіки, Душанбе, проходить конкурс на краще виконання образу Ходжи Насреддіна. Але справжнього Насреддіна виганяють з конкурсу, не вірячи, що він і є Ходжа Насреддін. Його приймають то за артиста, то за божевільного. Насреддін втікає з психіатричної лікарні і, рятуючись від погоні санітарів, потрапляє на зйомки історичного фільму «Падіння еміра». Не знаючи, що це фільм, Насреддін по-справжньому розправляється з артистом, що грає бухарського еміра, зводячи з ним старі рахунки. Незабаром Насреддін приїжджає в колгосп, де його помилково приймають за представника народного контролю. Ходжа Насреддін пізніше розуміє, що на землі досі є невігласи й шахраї, і що він ще потрібен. Фільм показує, що якщо в минулому впливові люди боролися з Ходжою Насреддіном, то і в наші дні Насреддін висміює і картає бюрократів і брехунів.

## У ролях
- Башир Сафар-огли — Ходжа Насреддін
- Сталіна Азаматова — Заррина Бурханова
- Нозукмо Шомансурова — голова обласного комітету народного контролю Шаріпова
- Наїмджон Гіясов — Раїс Кабіров
- Михайло Аронбаєв — Ніязов
- Євген Весник — професор Цвєтков
- Олексій Смирнов — пацієнт психлікарні
- Сергій Голубєв — санітар
- Микола Кузьмін — санітар
- Климентій Мінц — кінорежисер на зйомках
- Лев Степанов — пацієнт психлікарні Петро Іванович
- Рахім Пірмухамедов — сторож

## Знімальна група
- Режисер — Климентій Мінц
- Сценаристи — Тимур Зульфікаров, Насріддін Ісламов, Климентій Мінц
- Оператор — Ібрагім Барамиков
- Композитор — Юрій Левітін
- Художники — Олексій Пархоменко, А. Подкай